# Мухаммед III (султан Марокко)
Мухаммед III (араб. محمد الثالث بن عبد الله; нар. 1710 — 9 квітня 1790) — 10-й султан Марокко з династії Алауїтів в 1757—1790 роках. Повне ім'я Мулай Сіді Мухаммед ібн Абдаллах аль-Хатіб.

## Життєпис

### Намісник
Син султана Абдаллаха. Народився 1710 року в Мекнесі. Здобув освіту під орудою бабусі Хінати бінт Баккара. З початком у 1734 році боротьби батька проти своїх братів брав у ній активну участь. 1743 року призначено намісником (халіфа) в Марракеші й спадкоємцем трону.
1747 року виступив проти стрийка Аль-Мустаді, що вкотре захопив трон в Фесі і Мекнесі. 1748 року переміг і повалив того, відновивши батька на троні. Деякий час разом з ним керував в Фесі. 1750 року повертається до Марракешу. Тут і далі замирював бунтівні племена. Водночас відновив касбу (цитадель) і стару медіну Марракешу.
У 1755 році внаслідок потужного землетрусу було зруйновано міста Могадор, Касабланку і Рабат, загинуло близько 10 тис. мешканців. Мухаммед активно займався відбудовою цих міст.

### Султанування
1757 року після смерті батька успадкував трон. Розпочав активні реформи у військовій, адміністративній та податковій сферах. Спочатку зміцнив свою владу над військом, обмеживши вплив абід аль-бухарі та джайш аль-убайді. Було створено власний військово-морський флот. Водночас султан і далі підтримував піратів у Сале, Рабаті та Лараші. Також започатковано торгівельний флот.
У фінансовій сфері відновив податки мукус — з торгових угод усередині країни та з іноземними купецькими компаніями, на міста було накладено податок найба, який платила міська громада в обмін на несення військової служби. Активно сприяв торгівлі та розбудові міст, насамперед портових: Касамбланці і Танжеру.
Для розвитку торгівлі та зміцнення становища Марокко розпочав активні дипломатичні контакти з європейськими державами. Першими уклав угоди про дружбу і торгівлю з Данією — 1751 року і Великою Британією — 1760 року. Втім надалі не втручався в події Семирічної війни на боці жодної з коаліцій.
1765 року відбив напад французів на Лараш, які також бомбардували піратські центри Сале і Рабат. Того ж року розпочав розбудову міста Могадор, яке перейменував на Ес-Сувейру. Султан планував перетворити його на головний порт країни. Для цього 1766 року найняв французького інженера Теодора Корна. 
1767 року уклав договір про торгівлю з Францією та мирний договір з Іспанією. Невдовзі став членом впливової на півдні тарики (суфійського братства) Насирійя. 1769 року португальці залишили порт Мазарґан, який облягали марокканці. 1769 і 1771 роках придушував повстання сина Аль-Язіда, але щоразу милував того. 1773 року Мухаммед III встановив дипломатичні відносини з Португалією і Швецією, а згодом — Великим герцогством Тосканським.
1774 року, скориставшись конфліктом Іспанії та Великої Британії, спробував відвоювати в іспанців Мелілью, але 1775 року мусив відступити, оскільки не дістав обіцяної британської допомоги. 1775 року придушив чергове повстання сина Аль-Язіда, але знову його помилував. Після цього заборонив піратам нападати на європейські судна, окрім російських, оскільки Росія в цей час воювала з Османською імперією.
1777 року визнав незалежність США, ставши першим монархом, що це зробив. Того ж року звернувся до російської імператриці Катерини II щодо встановлення дипломатичних відносин. 1777 року домовився з французьким королем Людовиком XVI про звільнення усіх рабів-французів. 
З 1780-х років підтримав поширення в Марокко салафізму, також підтримував ваххабізм. 1786 року наказав зруйнувати завію Бужад в провінції Тадла, центр тарики (суфійського братства) Шарадія (Шаркавія). 1787 року підписав зі США угоду про мир і дружбу. 
Помер у Сале у 1790 році. Трон успадкував син Мулай аль-Язід.

## Творчість
Замолоду цікавився ісламським богослов'ям. В його доробку більш ніж 10 трактатів, які він склав самостійно або у співпраці з деякими алімами. Основний напрямок його творів це очищення ісламу від зайвого, опора на Коран і сунну. Так, в праці «Кітаб масанід аль-а'імма» («Книга про збірки хадисів імамів») виступав проти мухтасарів (скорочень сун), що на думку султана заважало вірному сприйняттю слів пророка Мухаммеда.
В праці «Мавахіб аль-маннан біма ята'аккаду ала-л-му'аллімін та'лімуху лі-с-сіб'ян» («Дарунки Найщедрішого в тому. чому вчителі неодмінно повинні навчати юнаків») зосередив увагу на невігластві імамів в провінціях, реформі освіти в куттабах й медресе, насамперед уніфікації навчання.